# Ballendorf

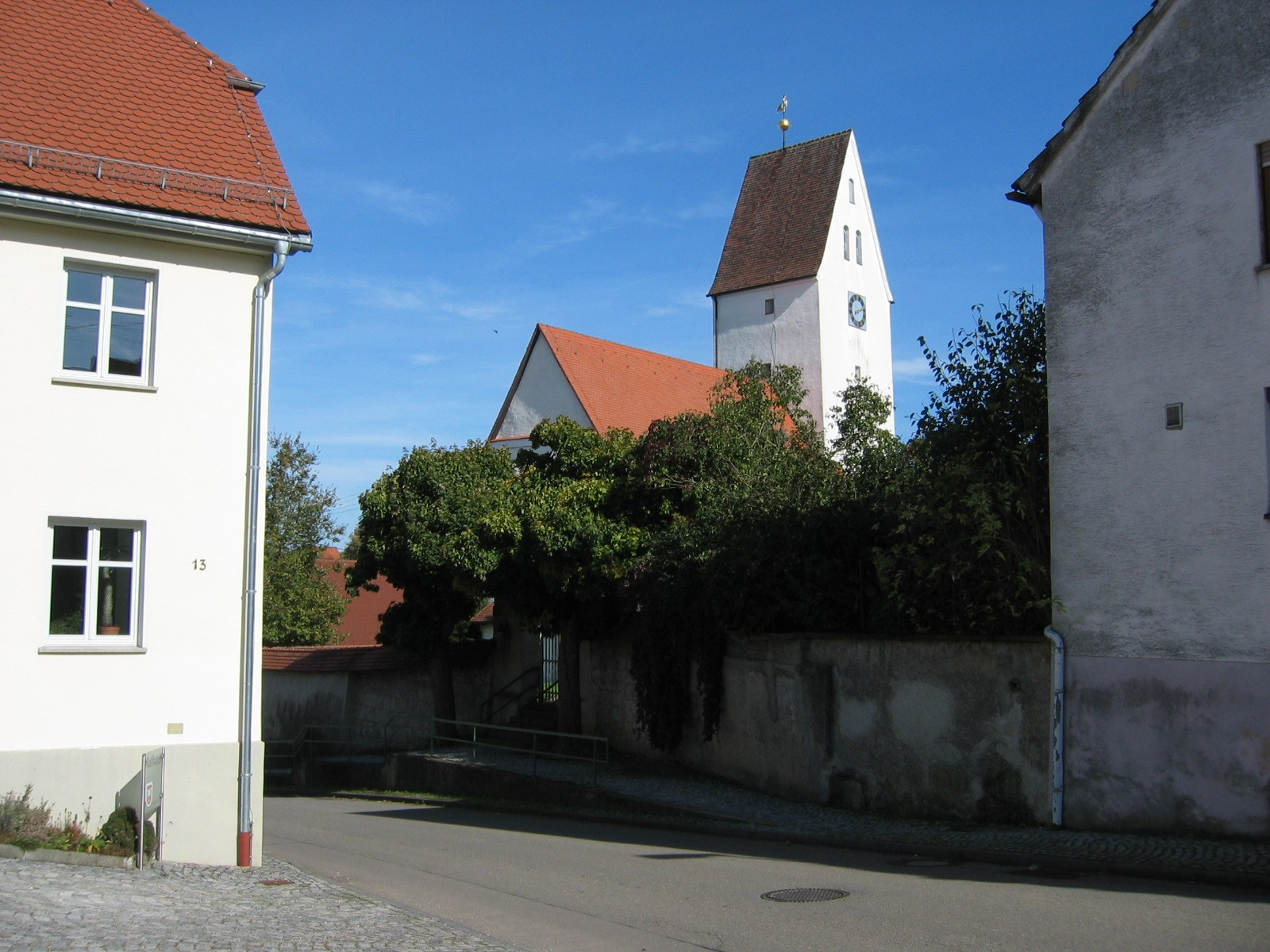
Ballendorfs Ortsmitte mit der evangelischen Pfarrkirche

Ballendorf mit seinem Teilort Mehrstetten ist eine Gemeinde im Alb-Donau-Kreis in Baden-Württemberg.
Die Gemeinde gehört dem Gemeindeverwaltungsverband Langenau mit Sitz in Langenau an.

## Geografie

### Geografische Lage
Ballendorf liegt zwischen dem „Hungerbrunnen“ bei Altheim und dem Lonetal auf der Schwäbischen Alb. Der Ort befindet sich in einer Mulde am Anfang des zur Lone hin offenen Mönchtals und ist beinahe gänzlich von Wald umgeben.

### Nachbargemeinden
Die Gemeinde grenzt im Norden an den Ortsteil Heuchlingen der Gemeinde Gerstetten im Landkreis Heidenheim, im Osten an Setzingen, im Süden an Nerenstetten und im Westen an Börslingen sowie Altheim (Alb).

### Schutzgebiete
Ballendorf hat Anteile an den Landschaftsschutzgebieten Hungerbrunnental und Mittleres Lonetal.

## Geschichte

### Mittelalter und frühe Neuzeit
Der Ort wurde urkundlich erstmals 1143 erwähnt. Während der Zeit der Stammesherzogtümer lag die Gegend im Herzogtum Schwaben. Im Spätmittelalter war Ballendorf ein Bestandteil der Herrschaft Albeck und wurde 1385 mit sämtlichen Herrschaftsrechten von der Reichsstadt Ulm gekauft. Von 1503 bis 1747 war Ballendorf Sitz eines Ulmer Amtes und seit 1747 Bestandteil des Amtes Bernstadt, ehe es 1774 zum Amt Weidenstetten kam. Der Ort wurde 1803 zusammen mit der aufgehobenen Reichsstadt Ulm dem Kurfürstentum Bayern zugeschlagen, welches seit 1806 ein Königreich war.

### Seit württembergischer Zeit
Auf Grund des Grenzvertrags von 1810 gelangte das Dorf an das Königreich Württemberg.
Neben Pest und Cholera wurde Ballendorf durch eine katastrophal schlechte Ernte im Jahre 1817 heimgesucht, die dazu führte, dass eine große Anzahl von Ballendorfern nach Amerika auswanderte.
Für mehr als ein Jahrhundert gehörte Ballendorf zum württembergischen Oberamt Ulm. Bei der Kreisreform während der NS-Zeit in Württemberg gelangte Ballendorf 1938 zum neu umrissenen Landkreis Ulm. Nach dem Zweiten Weltkrieg wurde der Ort Teil der Amerikanischen Besatzungszone und gehörte somit zum neu gegründeten Land Württemberg-Baden, das 1952 im jetzigen Bundesland Baden-Württemberg aufging. Seit der Kreisreform von 1973 ist Ballendorf Teil des Alb-Donau-Kreises.

### Religion
Ballendorf wurde mit der Reformation im 16. Jahrhundert evangelisch. Die Kirchengemeinde Ballendorf ist Bestandteil des Kirchenbezirks Ulm der Württembergischen Landeskirche.

### Trivia
In den späteren Jahren des 18. und während des 19. Jahrhunderts waren die männlichen Ballendorfer für ihre Trink- und Streitlust bekannt. Bis zu Beginn des 20. Jahrhunderts hielt sich hartnäckig das Gerücht, dass ein Ballendorfer immer ein geschliffenes und schmutziges Messer mit sich führe.

## Politik

### Gemeinderat
Der Gemeinderat in Ballendorf hat 8 Mitglieder. Bei der Kommunalwahl am 9. Juni 2024 lag die Wahlbeteiligung bei 74,6 %. Der Gemeinderat besteht aus den gewählten ehrenamtlichen Gemeinderäten und der Bürgermeisterin als Vorsitzender. Die Bürgermeisterin ist im Gemeinderat stimmberechtigt.

## Sehenswürdigkeiten
Die evangelische Pfarrkirche St. Martin wurde erstmals 1295 urkundlich erwähnt. Sie liegt auf dem Kirchberg im alten Ortskern Ballendorfs und ist vom alten Friedhof und von Wehranlagen umgeben. In Kriegszeiten diente sie bis ins 16. Jahrhundert den Einwohnern als Wehrkirche.